# Portobello järnvägsstation (E&DR)

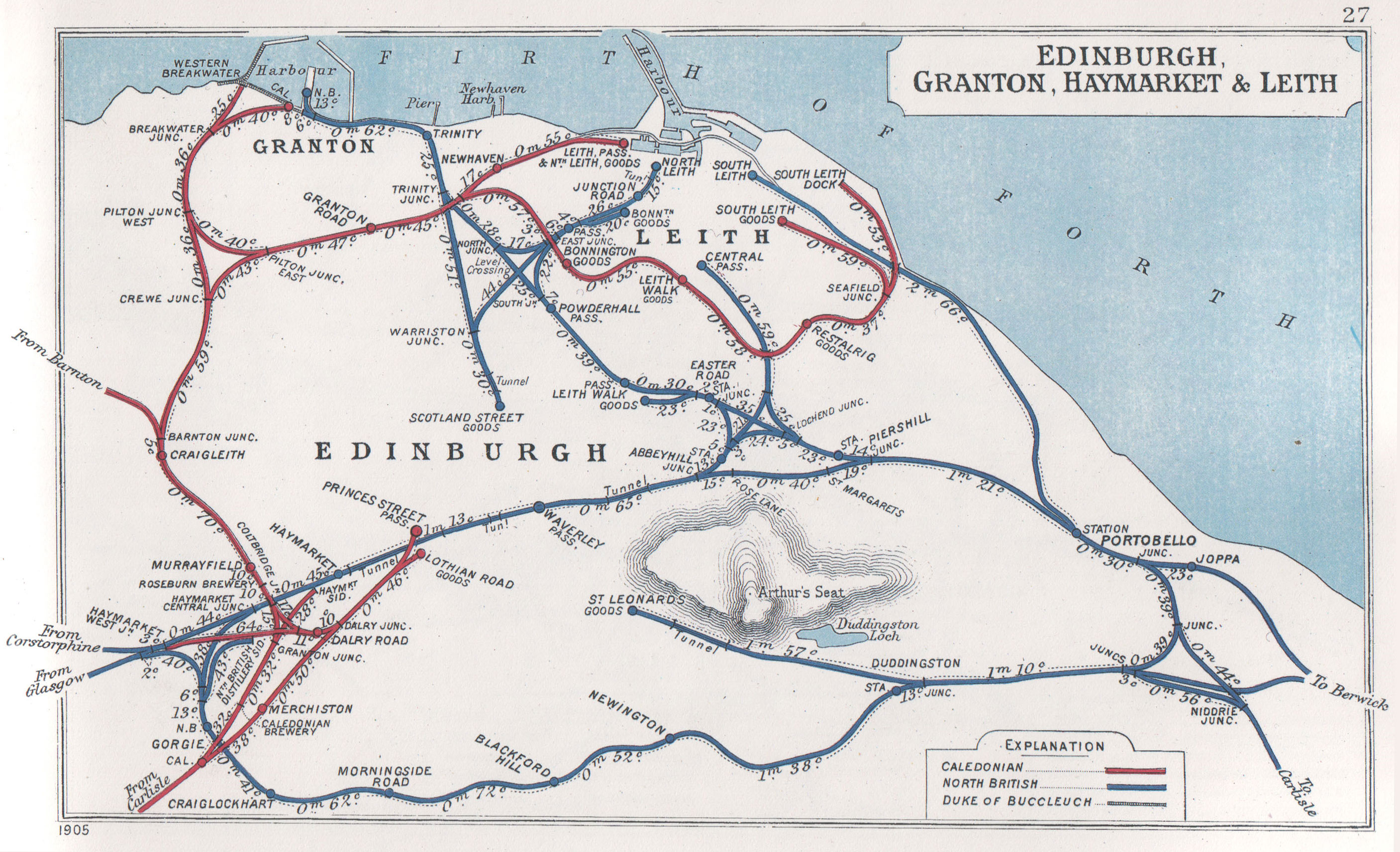
Edinburghs järnvägsnät 1905.

Portobello järnvägsstation invigdes i juli 1832 av Edinburgh and Dalkeith Railway. Stationen låg i Portobello och var i bruk till 1846 då den ersattes av en närliggande ny station på North British Railway linje med samma namn, Portobello.